# Caspar Ett
Caspar Ett (Eresing, 5 de gener de 1788 – Múnic, 16 de maig de 1847) fou un organista i compositor alemany.
Als nou anys entrà com infantó de cor en l'abadia dels benedictins d'Andechs, on aprengué cant, piano i harmonia. Als dotze anys passà al Seminari de Múnic i allà completà els seus estudis musicals i literaris, sent nomenat el 1816 organista de l'església de Sant Miquel de la mateixa ciutat, plaça que ocupa durant més de trenta anys. Durant molt de temps es dedicà a interessants investigacions sobre la música polifònica dels segles XV i XVI, treballant pel restablint d'aquesta música en l'església, i tenint entre els seus alumnes a la capital bavaresa a Franz Lachner.
Entre les seves composicions cal citar; vuit misses amb i sense orquestra a 4 i 8 veus; dos Rèquiem; dos Miserere; un Stabat Mater; nombroses Lletanies, Vespres, Graduals, Ofertoris; cors i cançons a moltes veus, etc. A més, deixà un Tractat de composició.